# Thor floridanus
Thor floridanus är en kräftdjursart som beskrevs av Kingsley 1878. Thor floridanus ingår i släktet Thor och familjen Hippolytidae. Inga underarter finns listade i Catalogue of Life.